# Hugo Ullik
Hugo Ullik (14. května 1838 Praha-Malá Strana – 9. ledna 1881 Praha) byl malíř divadelních dekorací, ilustrátor a krajinář.

## Život
Hugo Ullik byl synem soudního úředníka Jana Ullika a jeho manželky Aloisie v Berouně. V letech 1854–1861 studoval na pražské Akademii v krajinářské škole Maxe Haushofera. Vystavoval poprvé roku 1860 v Krasoumné jednotě. Počátkem 60. let žil v neutěšených finančních poměrech, maloval v okolí Salcburku a marně žádal o státní stipendium. Roku 1864 se přestěhoval do Prahy a téhož roku 24. listopadu se ve staroměstském kostele sv. Jakuba oženil s Marií Apollonií Freutovou (* 1837 Praha), dcerou pražského obuvnického tovaryše; jejich manželství bylo bezdětné.
V letech 1871–1874 pokračoval ve studiích v mnichovské krajinářské škole Eduarda Schleicha. Doku 1877 žil převážně v Mnichově a podnikal cesty do Bavorských Alp (V Ramsau, Ruhpolding, Večer na jezeře), ale k trvalému pobytu byl hlášen nepřetržitě až do své smrti v Praze. Po návratu do Čech se živil jako malíř divadelních dekorací v Praze, Plzni a Bratislavě. Jako ilustrátor přispíval kresbami českých hradů do časopisů Květy a Světozor. Roku 1891 byl čtyřmi olejomalbami zastoupen na Jubilejní výstavě v Praze (Staroměstské náměstí v Praze, Křivoklát, Střekov a nepojmenovaná krajina).
Byl členem Spolku sv. Lukáše (50. léta), Krasoumné jednoty (1875–79) a Umělecké besedy (1863–1881).
Zemřel roku 1881 a byl pohřben na Olšanských hřbitovech.

## Dílo
Hugo Ullik roku 1868 namaloval oponu pro ochotnické divadlo v Berouně s pohledem na město a 1872 oponu pro Nymburk. Později maloval divadelní dekorace v Kouřimi, Mladé Boleslavi, Lounech a také vytvořil romantickou výpravu k premiéře Smetanovy opery Tajemství (18. září 1878) v Prozatímním divadle. Ve svých obrazech zůstal věrný německé romantické krajinářské škole a vyhledával pitoreskní a idylické scenérie. Kromě Alp maloval i Prahu a její okolí, Krkonoše a Šumavu. Smysl pro realistický detail a barevné podání je v jeho pracích zřetelnější než u mnoha jeho současníků, kteří malovali krajiny převážně v ateliéru a nikoli v přírodě.

## Galerie

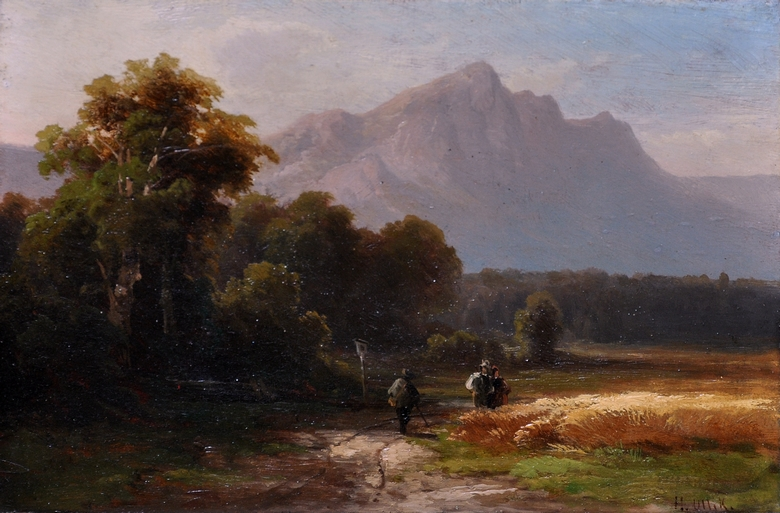
Hugo Ullik – pod horami
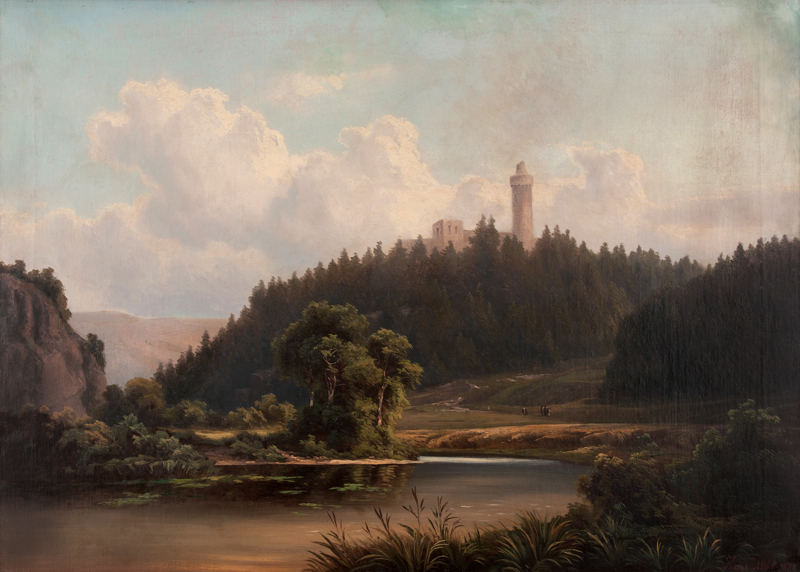
Hugo Ullik – Krajina pod Kokořínem (1872)
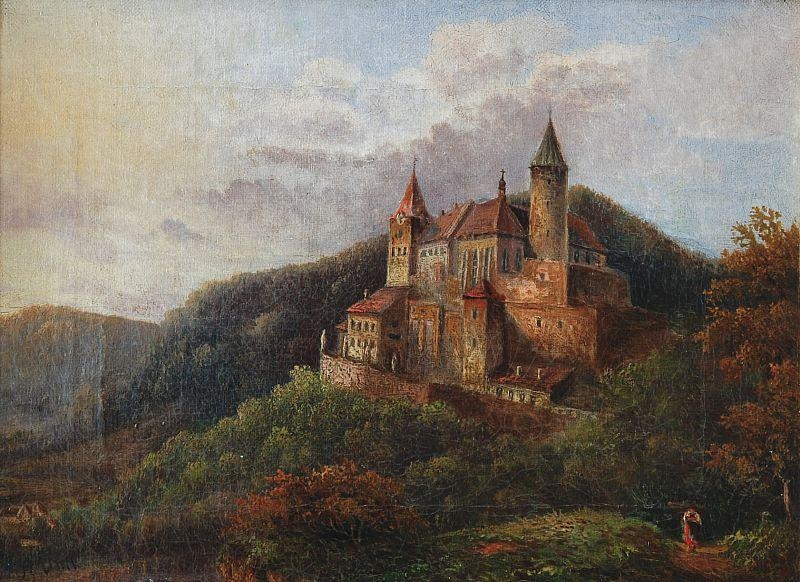
Hugo Ullik – Hrad Křivoklát (1859)
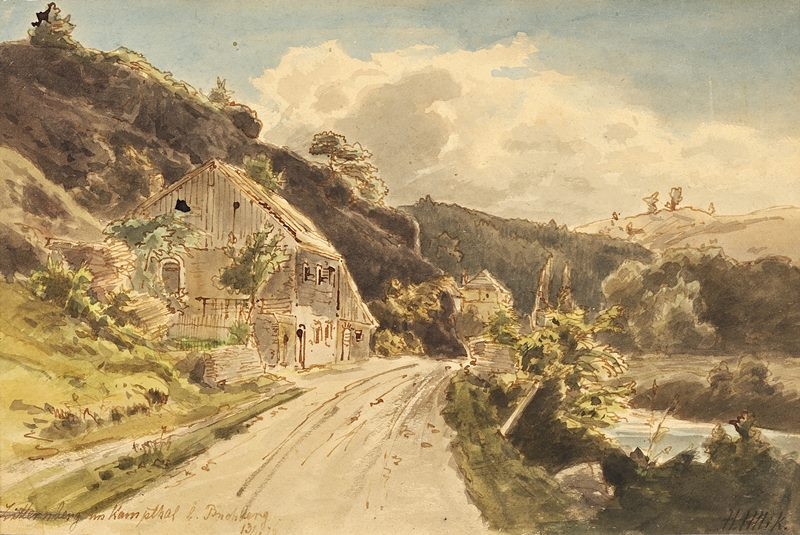
Hugo Ullik – Motiv od Buchbergu (1876)
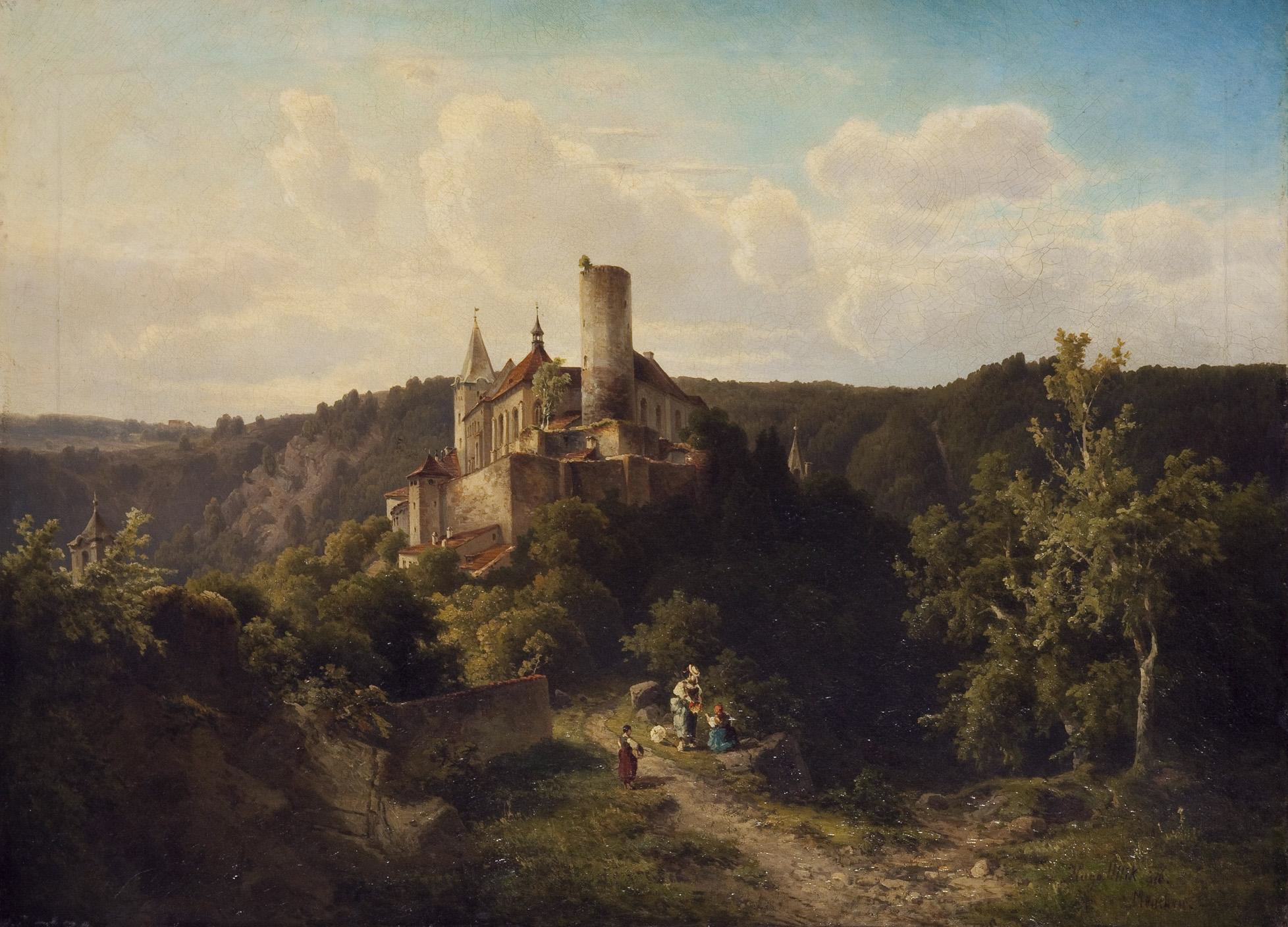
Hugo Ullik – Krajina s hradem Křivoklátem (1879)

Topografickými pohledy na české a moravské hrady a zámky a na siluety měst navázal Ullik na Antonína Mánesa a předcházel Julia Mařáka.
Ullikovy hrady mají i dokumentární cenu, neboť zachycují starý stav zřícenin, dnes již mnohem více sešlých, i starý stav zámků a hradů, jež utrpěly puristickými restauracemi na sklonku minulého století. Po stránce ryze výtvarné spojuje v sobě Ullikovo dílo tradice romantické s počátky našeho malířského realismu.. Ullikův obraz například dokládá stav hradu Karlštejn před regotizací.